# Дятел філіпінський
Дя́тел філіпінський (Yungipicus maculatus) — вид дятлоподібних птахів родини дятлових (Picidae). Ендемік Філіппін.

## Опис
Довжина птаха становить 18 см. Верхня частина тіла смугаста, чорно-біла, нижня частина тіла білувата, поцяткована чорними смужками. Над очима широкі білі "брови", під дзьобом білі "вуса". У самців на тімені є яскрава червона пляма. Дзьоб гострий, темно-сірий з чорним кінчиком.

## Підвиди
Виділяють три підвиди:
- Y. m. validirostris Hargitt, 1881 — північ Філіппін;
- Y. m. fulvifasciatus (Swinhoe, 1863) — схід та південь Філіппін;
- Y. m. maculatus (Salvadori, 1868) — центр та захід Філіппін.

Сулуйський дятел раніше вважався підвидом філіпінського дятла. Нині дослідники вважають, що філіпінський дятел разом з сулуйськими і сулавеськими дятлами утворюють надвид.

## Поширення і екологія
Філіпінські дятли поширені на більшості філіппінських островів, за винятком Палавану і архіпелагу Сулу. Вони живуть переважно в рівнинних і гірських вологих тропічних лісах. Зустрічаються на висоті до 2500 м над рівнем моря.